# An Education
An Education è un film del 2009 diretto da Lone Scherfig.
Il film, sceneggiato dallo scrittore Nick Hornby, è basato sulle autobiografiche memorie della giornalista britannica Lynn Barber.
Il film ha ottenuto tre candidature agli Oscar 2010 come miglior film, miglior sceneggiatura non originale e miglior attrice (Carey Mulligan).

## Trama
Twickenham 1961, periferia di Londra. La sedicenne Jenny Mellor è una bella e diligente studentessa orientata a proseguire gli studi all'università di Oxford. La ragazza sogna la vita eccitante e bohemienne di Parigi, ma per ora deve accontentarsi di sognarla chiusa nella sua cameretta intonando le canzoni di Juliette Gréco, la sua cantante preferita. Un giorno, Jenny incontra l'affascinante trentenne David, che, oltre a farla innamorare, la introduce alla bella vita londinese che ha sempre desiderato, tra serate in night club o con gli amici, tra i quali spiccano Helen e Danny. Ciò la porta a trascurare gli studi e fa aumentare la sua impazienza di diventare adulta. David, oltre ad aver conquistato Jenny, riesce a farsi ben volere dai conservatori genitori di lei, che accettano il loro rapporto nonostante la differenza d'età. La sofisticata vita che le fa vivere David porta finalmente Jenny nella sua amata Parigi, tra concerti jazz e serate mondane. David propone a Jenny di sposarlo e lei, dopo un'iniziale incertezza, accetta, spezzando così il cuore di Miss Stubbs, la sua insegnante preferita, che sperava che Jenny entrasse ad Oxford. Jenny lascia così la scuola dopo un furioso litigio con la preside. Ma una scioccante verità su David sconvolge i suoi equilibri: scopre infatti che David è già sposato con un'altra donna e ha un figlio, e che inoltre si dedica ad attività illegali. Jenny gli dà l'opportunità di rimediare a tutto suggerendogli di parlare della cosa coi genitori di lei e con sua moglie, ma vigliaccamente David fugge. Lo lascia quindi disperata, sentendo di aver buttato via la sua vita, in quanto la preside della sua vecchia scuola rifiuta di farle ripetere l'anno per consentirle di diplomarsi. Con l'aiuto di Miss Stubbs, riesce tuttavia a riprendere i suoi studi e viene ammessa a Oxford l'anno successivo.

## Produzione

### Cast
Protagonista del film è la giovane attrice britannica Carey Mulligan, al suo primo ruolo da protagonista; al suo fianco, nel ruolo di David, recita l'attore statunitense Peter Sarsgaard. Alfred Molina e Cara Seymour interpretano i genitori di Jenny. Il cast è arricchito dalla presenza di Emma Thompson, nel ruolo della direttrice della scuola, Rosamund Pike e Dominic Cooper. Quest'ultimo ha sostituito l'attore Orlando Bloom inizialmente scelto per la parte.

### Sceneggiatura
Il romanziere Nick Hornby, alla sua prima sceneggiatura cinematografica, si basa su di un racconto autobiografico della giornalista Lynn Barber, pubblicato sulla rivista Granta e tradotto in Italia sul numero 835 della rivista “Internazionale”. Rielaborato e ampliato il racconto è stato poi pubblicato come libro nel giugno 2009, dopo che il film era stato completato. Hornby mette da parte i riferimenti alla cultura artistica e musicale cara i suoi romanzi (Febbre a 90°, Alta fedeltà, Un ragazzo), per raccontare il delicato passaggio dall'adolescenza alla maturità di una giovane ragazza, raccontando la sua educazione sentimentale e sessuale.
La sceneggiatura del film è stata pubblicata dalla casa editrice Guanda.

## Distribuzione
Il film ha fatto il suo debutto il 18 gennaio 2009 al Sundance Film Festival dove si è aggiudicato il premio del pubblico e il Cinematography Award. Nel mese di febbraio è stato presentato nella sezione Berlinal Special al Festival di Berlino, mentre nei mesi successivi ha fatto il giro di vari festival cinematografici internazionali, tra cui il Toronto International Film Festival e il London Film Festival.
Dopo essere stato distribuito negli Stati Uniti con un numero limitato di copie, la pellicola ha avuto una vasta distribuzione a partire dal 16 ottobre 2009. Il 30 ottobre è stato distribuito in Gran Bretagna.
In Italia il film è stato presentato in anteprima in versione originale italiana il 28 gennaio 2010 al Teatro Petruzzelli di Bari in occasione del BIF&ST, Bari international film & tv Festival. Viene distribuito dalla Sony Pictures Italia, a partire dal 5 febbraio 2010.

## Riconoscimenti
- 2010 - Premio Oscar

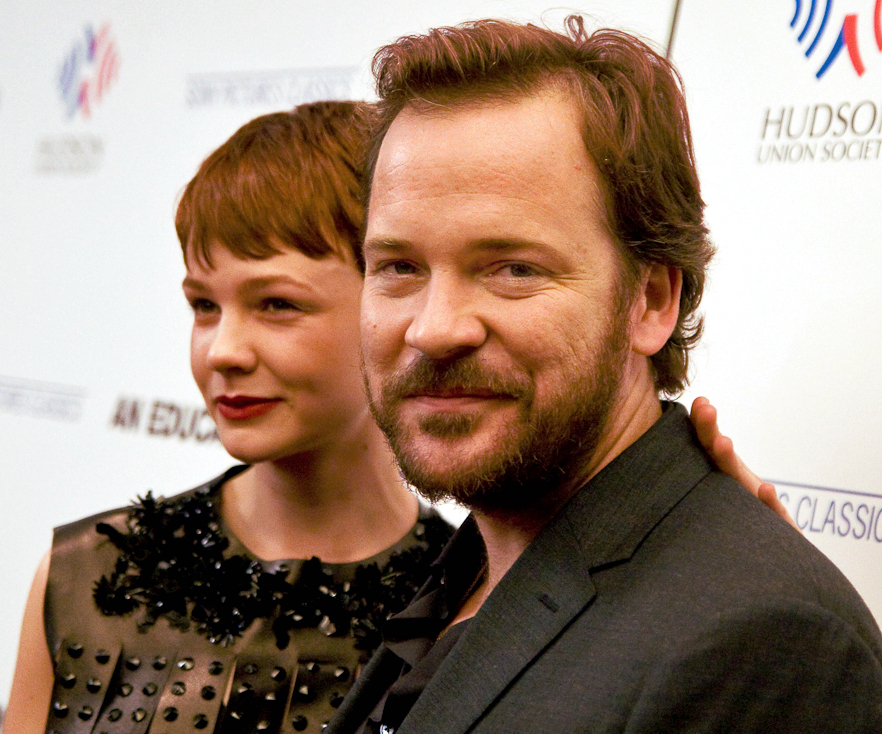
Carey Mulligan e Peter Sarsgaard alla première del film a New York.

  - Nomination Miglior film a Finola Dwyer e Amanda Posey
  - Nomination Miglior attrice protagonista a Carey Mulligan
  - Nomination Migliore sceneggiatura non originale a Nick Hornby
- 2010 - Golden Globe
  - Nomination Miglior attrice in un film drammatico a Carey Mulligan
- 2010 - Premio BAFTA
  - Miglior attrice protagonista a Carey Mulligan
  - Nomination Miglior film a Amanda Posey e Finola Dwyer
  - Nomination Miglior film britannico a Amanda Posey, Finola Dwyer, Lone Scherfig e Nick Hornby
  - Nomination Migliore regia a Lone Scherfig
  - Nomination Miglior attore non protagonista a Alfred Molina
  - Nomination Migliore sceneggiatura non originale a Nick Hornby
  - Nomination Migliori costumi a Odile Dicks-Mireaux
  - Nomination Miglior trucco a Elizabeth Yianni-Georgiou
- 2010 - Broadcast Film Critics Association Award
  - Nomination Miglior film
  - Nomination Miglior attrice protagonista a Carey Mulligan
  - Nomination Miglior attore non protagonista a Alfred Molina
  - Nomination Miglior sceneggiatura non originale a Nick Hornby
- 2010 - Independent Spirit Award
  - Miglior film straniero a Lone Scherfig

- 2009 - Chicago Film Critics Association Award
  - Miglior attrice protagonista a Carey Mulligan
  - Miglior promessa femminile a Carey Mulligan
  - Nomination Migliore sceneggiatura non originale a Nick Hornby
- 2009 - National Board of Review Award
  - Miglior attrice protagonista a Carey Mulligan
- 2009 - Los Angeles Film Critics Association Award
  - Nomination Miglior attrice protagonista a Carey Mulligan
- 2009 - Satellite Award
  - Nomination Miglior film drammatico
  - Nomination Migliore regia a Lone Scherfig
  - Nomination Miglior attrice in un film drammatico a Carey Mulligan
  - Nomination Miglior attore non protagonista a Alfred Molina
  - Nomination Migliore sceneggiatura non originale a Nick Hornby
- 2010 - Screen Actors Guild Award
  - Nomination Miglior cast
  - Nomination Miglior attrice protagonista a Carey Mulligan